# Federico Martínez
Federico Andrés Martínez Berroa (ur. 28 lutego 1996 w Montevideo) – urugwajski piłkarz pochodzenia hiszpańskiego występujący na pozycji skrzydłowego lub cofniętego napastnika, reprezentant Urugwaju, od 2023 roku zawodnik Nacionalu.